# Cytheropteron depressum
Cytheropteron depressum är en kräftdjursart som beskrevs av Brady och Norman 1889. Cytheropteron depressum ingår i släktet Cytheropteron och familjen Cytheruridae. Inga underarter finns listade i Catalogue of Life.